# Acacia cuspidifolia
Acacia cuspidifolia — вид квіткових рослин з родини бобових. Ареал: Австралія (Західна Австралія).

## Середовище й екологія
Зустрічається в заплавах на схід від Карнарвона.

## Біоморфологічна характеристика
Виростає у висоту близько восьми метрів. Зазвичай має багато основних стебел, листя яких опускається до рівня землі. Філодії зелені, довжиною від трьох до семи сантиметрів і шириною від двох до п’яти міліметрів; вони закінчуються колючкою довжиною близько двох міліметрів. Гачкуваті колючки довжиною до п'яти міліметрів також зустрічаються в пазухах листків і стебел. Квітки блідо-жовті, зібрані в кулясті пучки діаметром близько п’яти міліметрів. Стручки світло-коричневі, плоскі, довжиною від п’яти до дев’яти сантиметрів і шириною від одного до двох сантиметрів.

## Використання
Вид забезпечує хороший корм для великої рогатої худоби та овець, а листя зберігається під час посухи. Однак колючки рвуть вовну овець.